# Leptipalpus vertebatus
Leptipalpus vertebatus är en tvåvingeart som beskrevs av Jacques-Marie-Frangile Bigot 1887. Leptipalpus vertebatus ingår i släktet Leptipalpus och familjen snäppflugor. Inga underarter finns listade i Catalogue of Life.